# Niagara-Schichtstufe

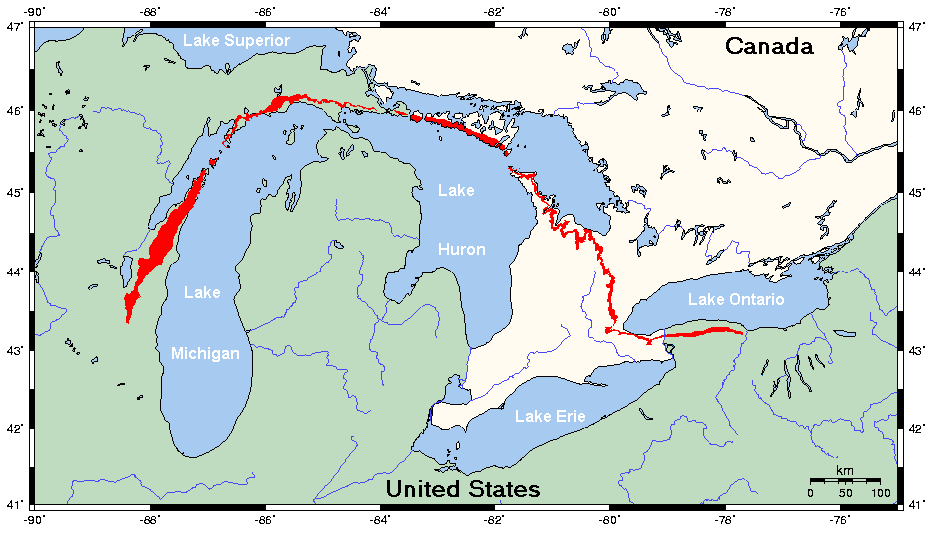
Verlauf der Niagara-Schichtstufe

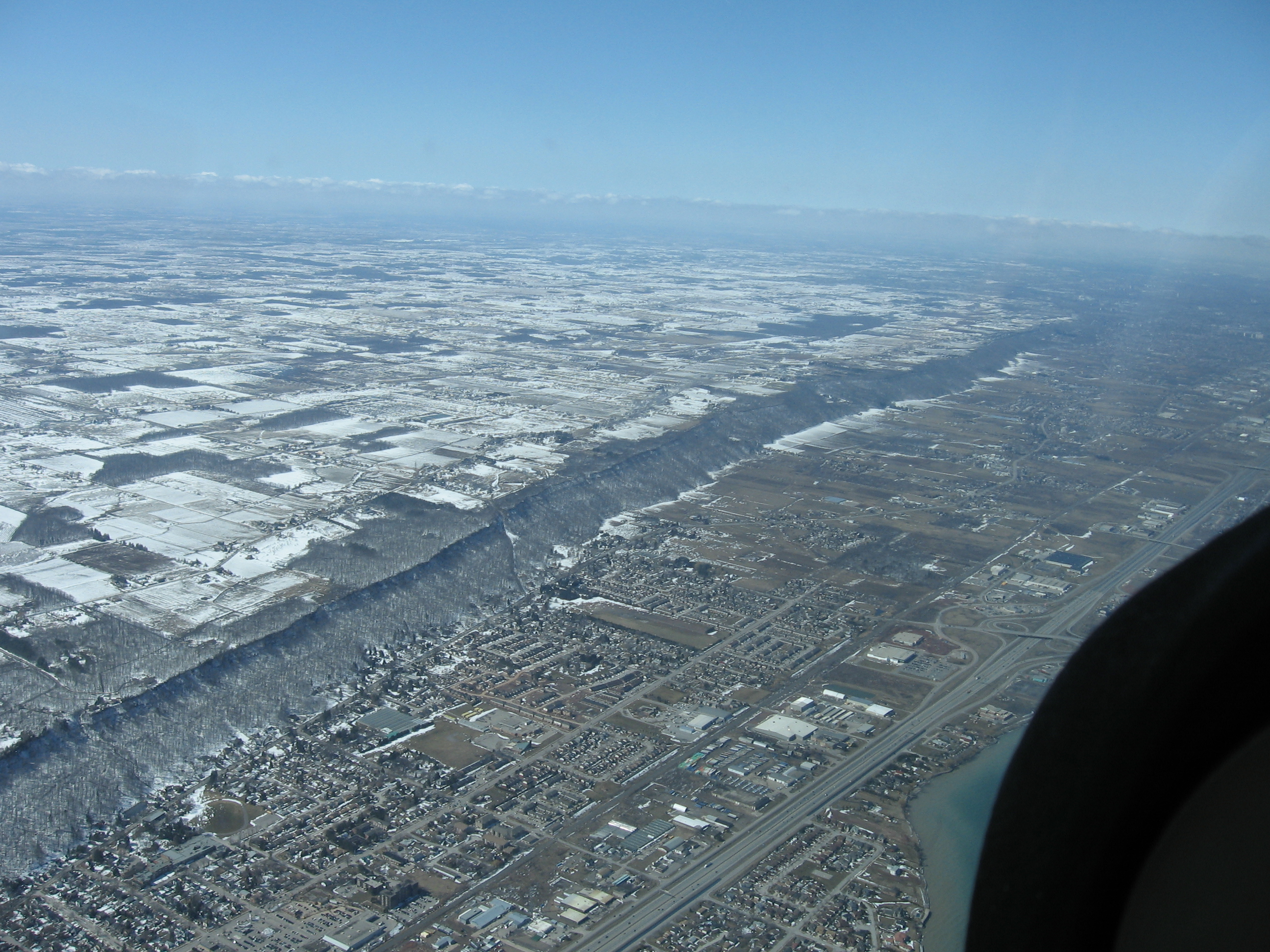
Luftaufnahme der Schichtstufe bei Grimsby in Ontario

Die Niagara-Schichtstufe (englisch Niagara Escarpment) ist eine ausgedehnte Schichtstufe in den USA und in Kanada. Sie verläuft durch die Bundesstaaten New York, Ontario, Michigan, Wisconsin und Illinois. Reliefbildend ist hartes Dolomitgestein, das von weicherem Schiefergestein unterlagert wird. Die Schichtstufe ist nach den Niagarafällen benannt. Im Februar 1990 wurde der in Kanada gelegene Anteil von der UNESCO zum Biosphärenreservat, dem Niagara Escarpment Biosphere Reserve, erklärt.
Die Niagara-Schichtstufe ist die markanteste mehrerer Schichtstufen, deren Ausgangsmaterial sich überwiegend während der Silurzeit in einem Flachmeer, das im heutigen Bereich der Großen Seen bestand, auf dem präkambrischen Grundgebirge abgelagert hat. Diese Sedimentgesteinsabfolge wird in zahlreiche Formationen gegliedert.
Das östliche Ende der Schichtstufe liegt östlich des Tals des Genesee River bei Rochester, New York. Von dort zieht sich die Schichtstufe zunächst in westlicher Richtung zum Niagara River, der nördlich der Niagarafälle die tiefe Niagara-Schlucht in den Dolomit geschnitten hat. In Südontario verläuft sie nahe dem Ufer des Ontariosees über die Niagara-Halbinsel, danach mitten durch die Stadt Hamilton und wendet sich anschließend nach Norden zur Georgian Bay. Sie folgt in Richtung Nordwesten dem Ufer des Huronsees und bildet dabei die Bruce-Halbinsel, die Insel Manitoulin und weitere Inseln. Anschließend setzt sich die Schichtstufe westwärts in Nordmichigan auf der Oberen Halbinsel fort, wendet sich in Richtung Südwesten, folgt der Door-Halbinsel und dem Westufer des Michigansees. Ihr westliches Ende liegt nördlich von Chicago.
Westlich von Caledon grenzt die aus östlicher Richtung kommende Oak-Ridges-Moräne an die Niagara-Schichtstufe.